# 马哈穆尼寺

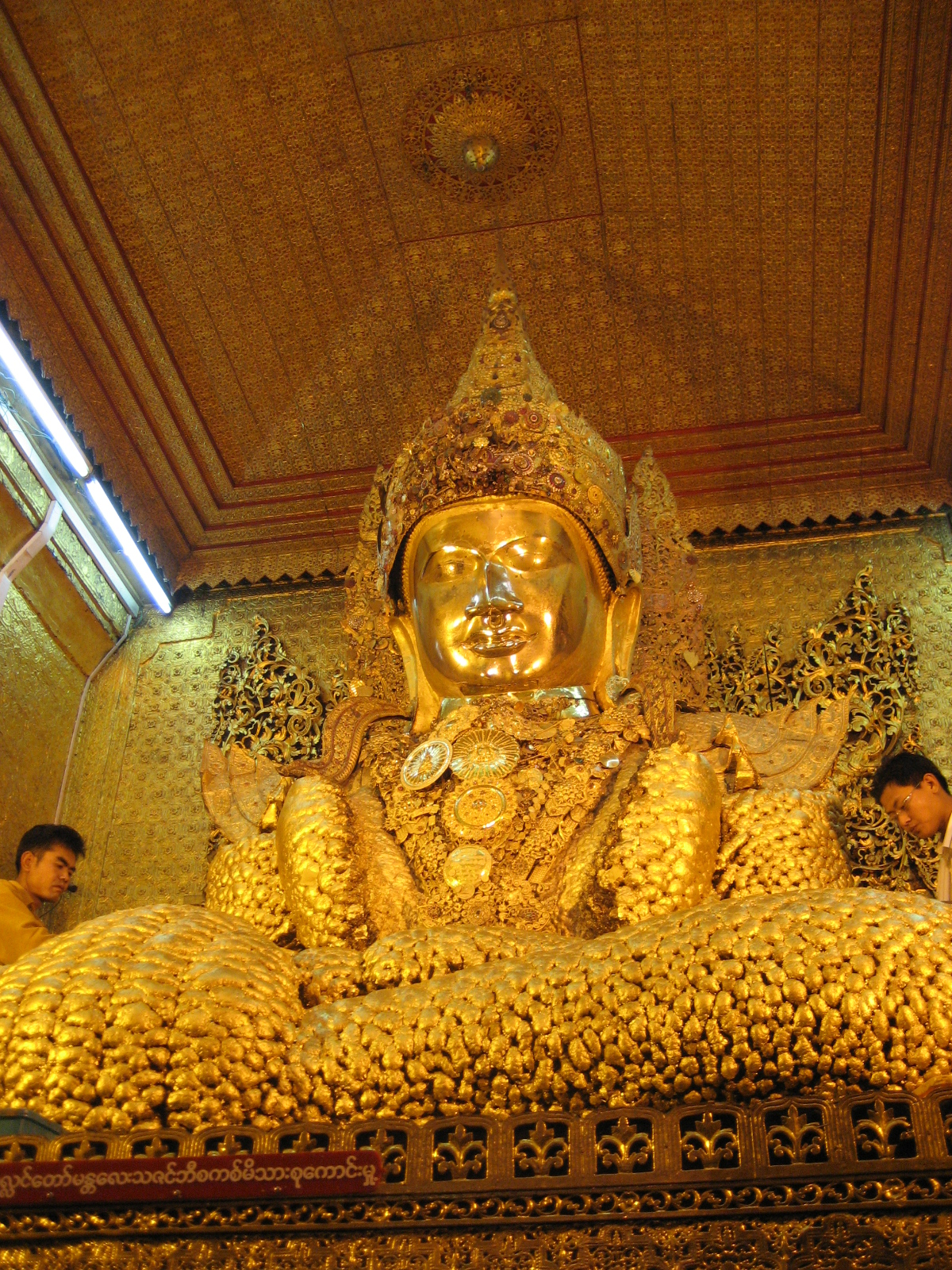
马哈穆尼佛像

马哈穆尼寺（緬甸語發音：[məhà mṵnḭ pʰəjádʑí]，直译：「大圣者寺」），或按照梵语译为摩诃牟尼塔:129、马哈穆尼佛塔、马哈牟尼佛塔，位于缅甸曼德勒西南部。塔内供奉的马哈穆尼佛像相传是在释迦牟尼亲眼见证下所作，是缅甸佛教圣地。
马哈穆尼佛像原本来自阿拉干地区。相传佛陀在世时共有五尊造像，两尊在印度，两尊在天界，余下一尊即是在缅甸的马哈穆尼佛像。相传在公元前554年，佛陀本人在阿拉干的定耶瓦底城传法，国王僧陀都利耶昙摩下令为佛陀铸像，铸成后，佛陀对着塑像吹了一口气，塑像就立刻变得和佛陀完全一致。

## 历史

### 起源
传说记载，佛陀赴阿拉干的都城定耶瓦底传法，并有阿难等五百弟子偕同，登临考拉镇（Khaukrah）附近的萨拉吉里山顶（Salagiri）。当时正值国王僧陀都利耶昙摩登基26周年纪念，国王携王后月鬘（Sandra Mala）和1,600名侍女，及一众大臣、官员礼拜供养，并被佛陀的教诲打动，在他即将返回舍衛城前夕，国王坚持要佛陀留下一尊塑像，以供臣民膜拜。为此，佛陀盘坐于菩提树下七日，帝释天和下属毘首羯磨用阿拉干王捐赠的珍宝铸成一尊栩栩如生的佛陀塑像，亦有传说指二位天神还修筑了一座亭楼供佛陀休息。佛陀见后非常高兴，此亦是当时世人所知唯一的佛陀造像，于是佛陀又为塑像注入自己的精神力，命名其为旃陀娑羅（Candasara），并由世人供奉五千年。
历史学者肖伯（Juliane Schober）如此分析这种“佛祖附体”的佛像崇拜：“这尊佛像丰富繁杂的传奇和佛陀的诸多本生故事相似，马哈穆尼佛像的仪式和传说由此达成两大目的：将本地的统治者置入了佛教的宇宙观里，又将佛陀的本生故事延申到了阿拉干和上缅甸的佛教政治里来。上座部佛教政治的显著特征即是重述佛陀的本生故事，将之同本地的统治者和供养人关联在一起。因此，对马哈穆尼佛像的崇拜受到了当地社会政治层面上的礼佛观念的影响。”
亦有传说称，佛像移入寺庙供奉后，出现了九桩怪事，即使在佛陀离开后亦会发生：清洗佛像的圣水不会溢出容器；清洗佛头的水一年四季不变质；夜晚供奉佛像时有六道彩光，僧人不在场时彩光即消失；寺院可承载无穷无尽的人来供奉；树叶向佛像方向倾斜；鸟儿会绕过寺院上空飞行；入口的镇邪石可感知恶人存在，并将之拒之门外。

### 寺庙及造像

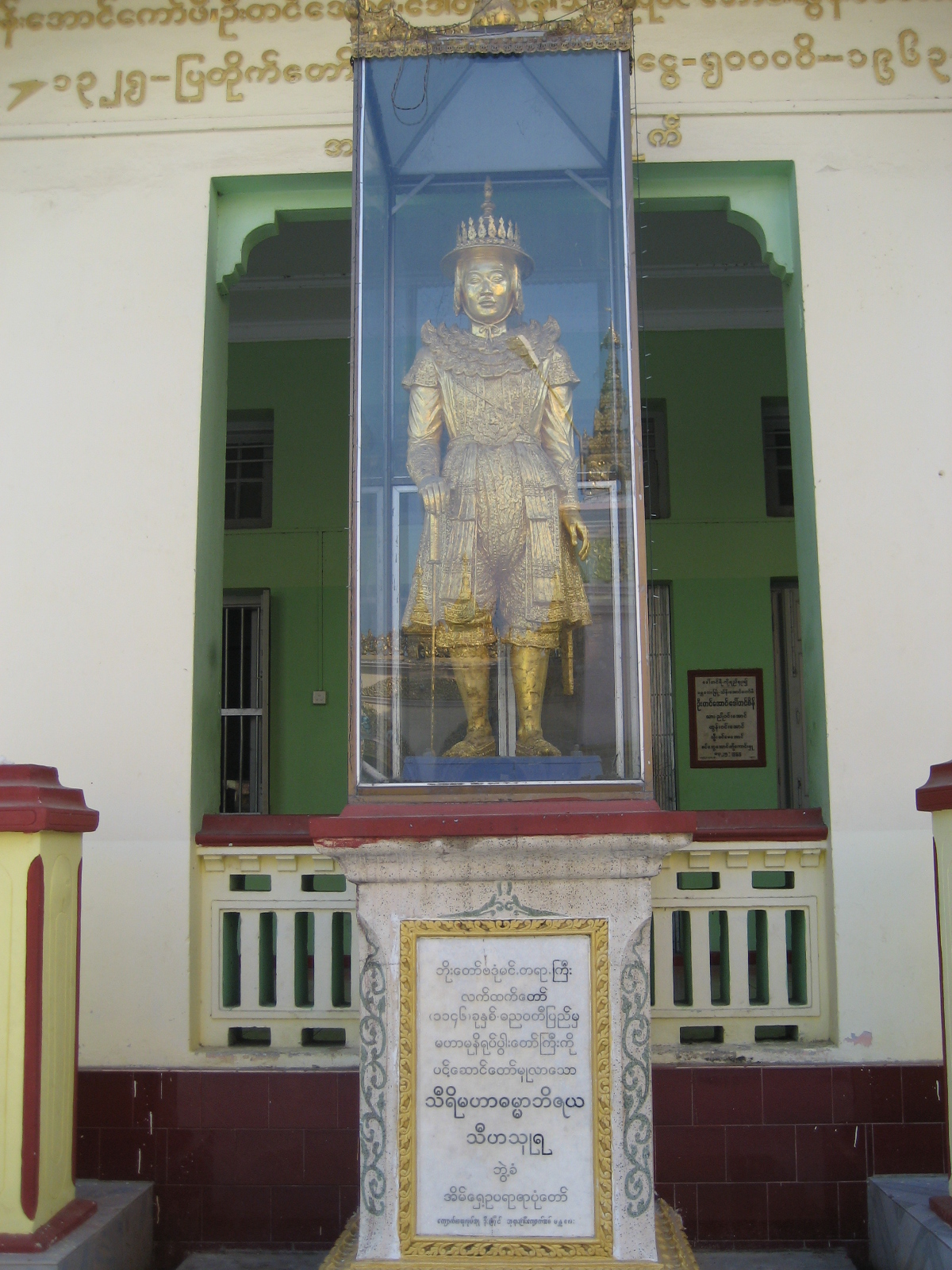
波道帕耶之子扎多敏梭将马哈穆尼佛像带到都城阿玛拉普拉

阿拉干史料记载称蒲甘王国的阿奴律陀王图谋将佛像掳走而未果。1784年，贡榜王朝太子扎多敏梭率军征服马哈穆尼佛像所在的妙烏王国，将佛像带到新都阿玛拉普拉。由于佛像过大不便运输，扎多敏梭下令将之拆卸成块。敏东王即位后，迁都至曼德勒。1885年，英国并吞上缅甸，贡榜王朝终结，佛像继续为世人广为景仰供奉。
寺院内还存放了众多作为战利品的铜像，原本是高棉吴哥窟造像，之后在1431年由暹罗人掳走，又在1564年由雄主勃印曩征服暹罗，将高棉铜像共三十尊带到勃固。1599年，妙乌王国入侵勃固，又将铜像带到阿拉干，最终由扎多敏梭一网打尽，在1785年带到阿玛拉普拉。相传铜像的数目远比今日多，但锡袍王在位时将不少铜像熔铸为大炮。如今寺内余下六尊铜像。

### 破坏及修复
马哈穆尼寺在1879年和1884年两度发生火灾，七层尖塔、拜殿、廊道等建筑都化为灰烬，但佛像奇迹般幸免而未有大碍。灾后留下的金片被僧人制成袈裟，供佛像披戴。1887年，宰相金蕴们纪主持修复，并在1896年完工，即是今日之马哈穆尼寺。
1996年，缅甸军政府当局主持修缮，修缮期间的1997年，佛像腹部破洞，据传是有贼人企图盗窃佛像内的珍宝。报道称有军官下令连夜开放佛寺，让各大僧院高僧在此会见商议此事，同时修复佛像。风波期间，又发生穆斯林男子强奸佛教徒女子的事件。公众的注意力随之转移，酿成集会示威，但事后查明并无此事。佛像内是否有珍宝，以及这些珍宝是否真被盗走，则至今成谜。
2025年1月22日，中国驻曼德勒总领事馆向曼德勒马哈牟尼佛塔捐赠了太阳能照明设备。
2025年3月28日，寺庙在2025缅甸地震中受损而发生坍塌。

## 建筑
马哈穆尼寺位于曼德勒城西南，为典型的缅甸式塔寺。寺院为正方形布局，廊道为十字形，汇于中心处的佛塔，院内绿树成荫。廊道由252根贴金柱支撑，装饰有壁画。中央佛塔为七层重檐式贴金尖塔，缅语称为比亚达。内部供奉马哈穆尼佛像。
寺院东南角摆放有许多波道帕耶王在缅甸各地搜集的铭文碑石，有些碑石是贴金大理石和砂石材质。寺院东南方向有一方蓄水池，常有朝圣者到此用米糕喂食水池里的鱼和乌龟。寺院东北角为博物馆，主题是亚洲各地的佛像文化。

### 马哈穆尼佛像
马哈穆尼佛像位于塔寺内的小型厅房内，巴利文称为Gandhakuṭi（香室）。佛像为青铜铸造，重6.5吨，基座高1.84米，整体高3.82米。呈触地印结跏趺坐姿态，寓意降魔除恶。身著王室服饰，肩缠缅式萨卢伊肩带，头戴穆库塔式金冠，镶嵌钻石、红宝石和蓝宝石。佛像的左手反常的粗大，手掌上翘，放在膝上。
本地供佛习惯在佛像上贴金箔。只有男性可以这么做，女性则被禁止靠近佛像。金箔的厚度已经至少有15厘米，这使得佛像的轮廓显得膨胀而模糊。不过，佛像的右手、王冠及其他王权象征物都没有金箔。1884年佛寺失火时，现场遗存有91公斤的黄金，这代表这种贴金习俗历史悠久，延续至今。

## 习俗

### 日常仪式
1988年2月17日，蒂林僧院和比达加僧院住持西亚多巴丹达（Bhaddanta Paññavaṃsa）创立每日凌晨为佛像清洗面部的仪式。每天凌晨4点到4点半，僧人会为佛像洗脸刷牙。仪式颇为繁复，由高僧主持，并由几位著白衣、头戴仪式头饰的俗家助手协助，历时一个多小时。鼓声一响，住在毗邻寺院的高僧就会进入塔院，用信众提供的新鲜毛巾开始正式的洗脸仪式。然后，他用一把大刷子为佛像清洁牙齿，接着再用新毛巾进行一连串的清洁。之后会在佛像表面涂上檀香膏，再用毛巾擦拭，最后洒上清香圣水。仪式结束后，用过的毛巾会归还给信众，他们会将这些毛巾恭敬地保存在家中的神龛里。
在布萨等特殊场合时，主持仪式的僧人会在佛像肩上披上橙色披肩，并用扇子扇风。信众聚集于此见证仪式。一些男性坐在前方的围栏里，妇女和儿童在内的其他人则坐在门厅的中间和后端。信众用托盘将自己带来的食物和其他物品供奉给佛像，并在仪式期间诵经祈祷。凉季期间，佛像会披戴保暖斗篷。
在缅甸的君主制时代，王室每天都会举行供养仪式，由大臣等要员举着王家白伞将食物等供品护送到佛塔。

### 节庆
每年二月初结夏安居後，都會庆祝马哈穆尼寺节，以慶祝佛塔的歷史。節慶期間，除了日常儀式外，信众会连日诵读巴利文论藏的发趣论的經文。這本哲學經典是佛陀在忉利天的講道中向母親講述的，是一部巴利語的神聖經文。其中，发趣论的誦讀是佛陀的一大特色，會持續數日。僧侶會以兩人或三人一組的方式誦讀經文。節慶期間也會安排舞蹈、音樂、戲劇等娱乐活动。此外，還會舉辦社交活動，讓家人和朋友歡聚一堂，互相問候。鑑於節慶期間會吸引大量朝聖者，大佛附近會安排警衛，寺廟範圍內的許多地方也會安裝攝影機來保護大佛。

## 图册

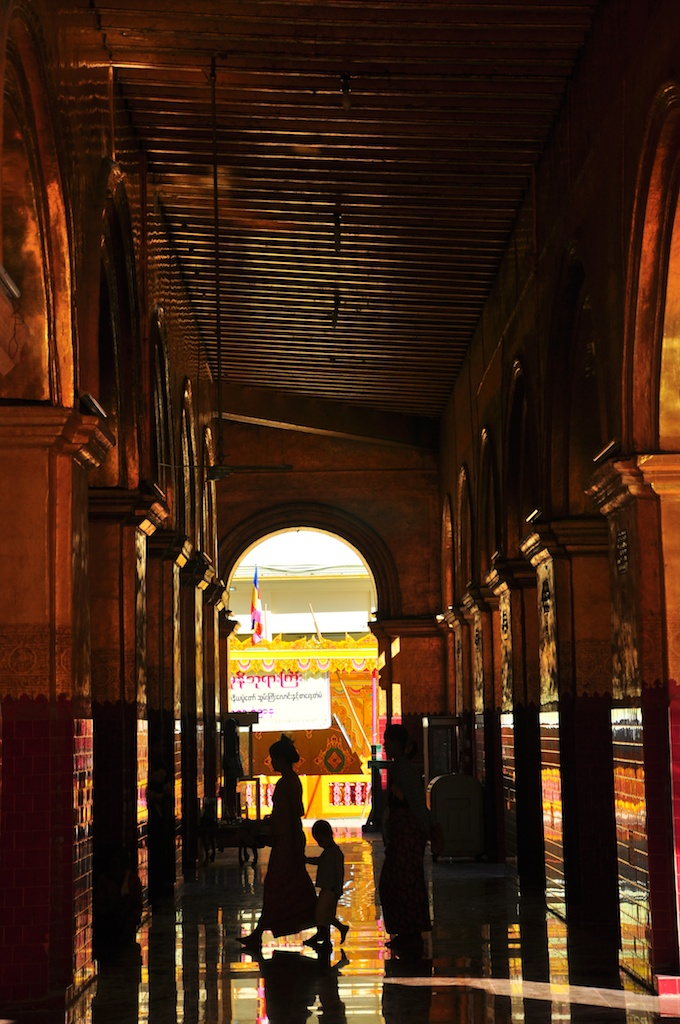
廊道
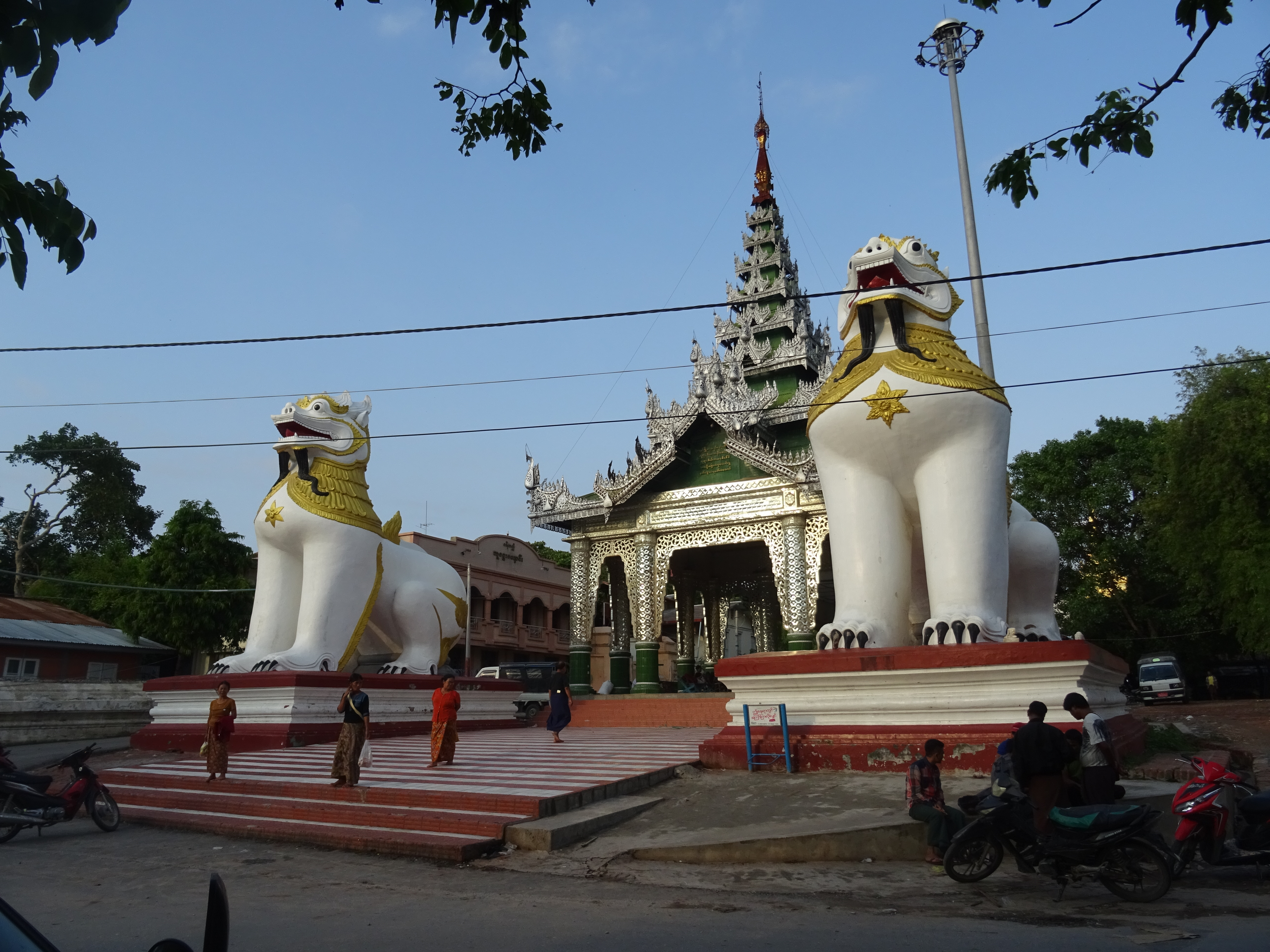
西门
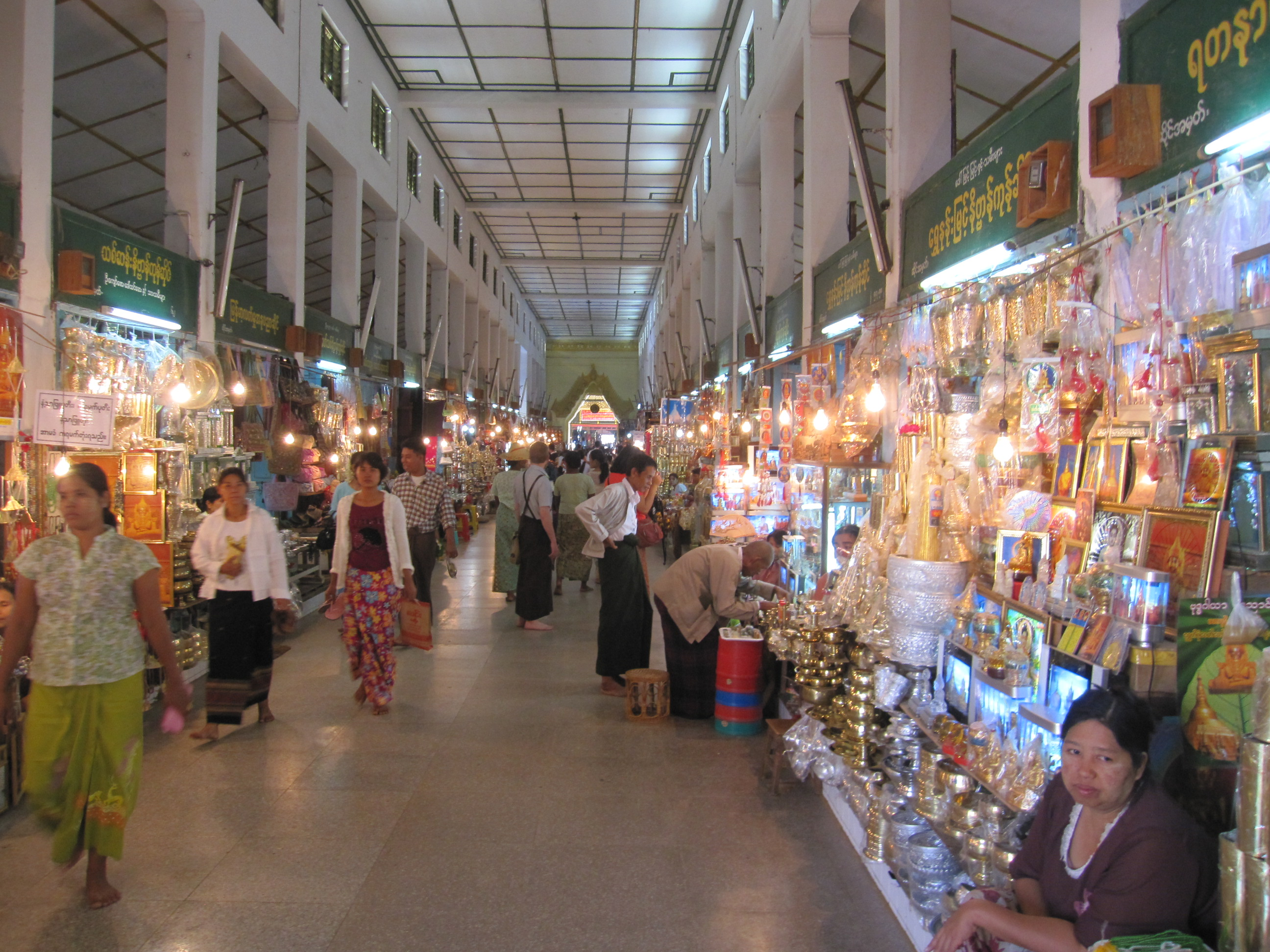
东边廊道的摊贩
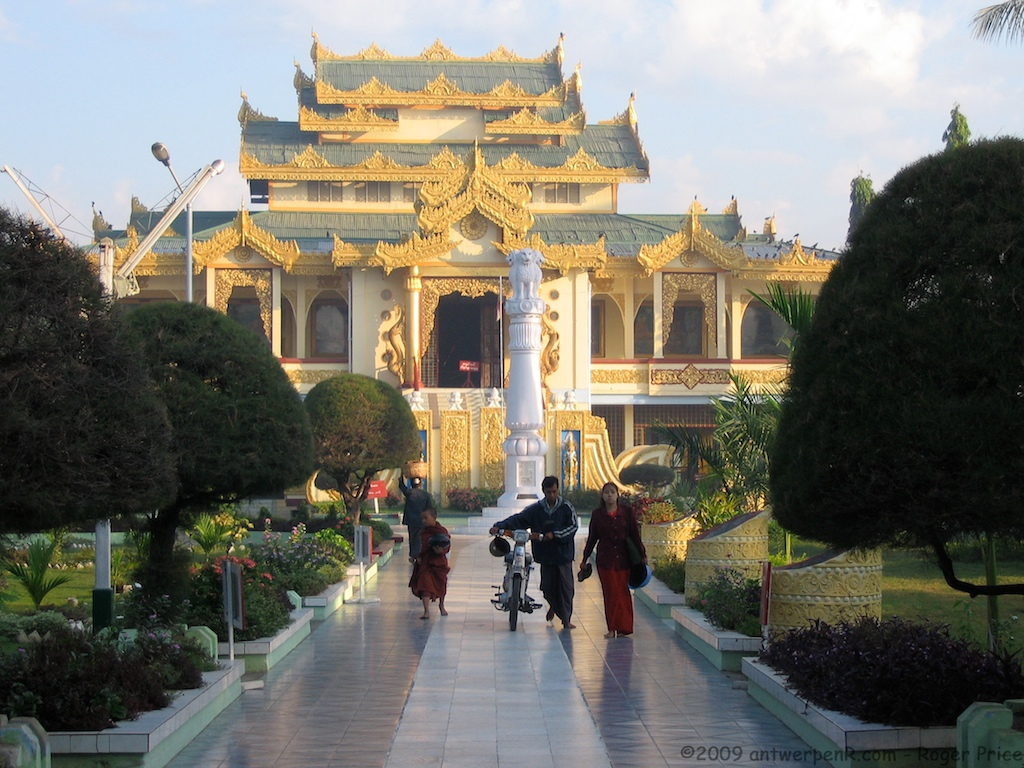
寺院东北方的阁楼
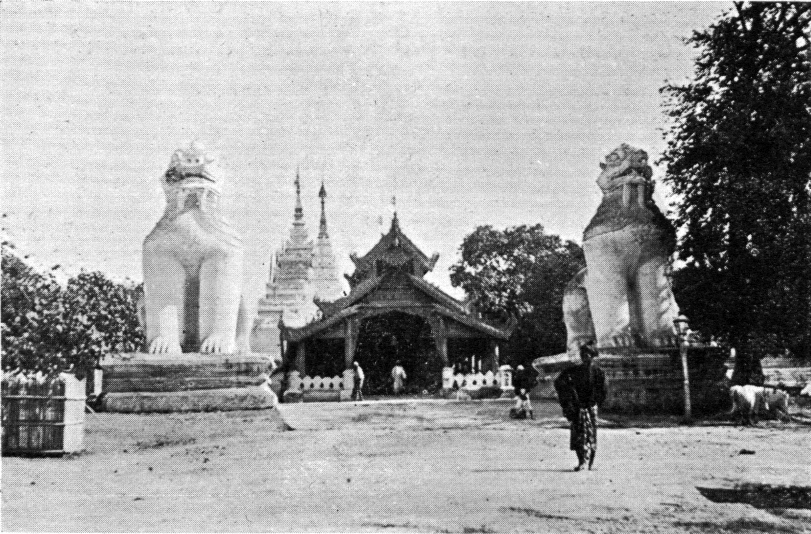
西门，摄于1900年
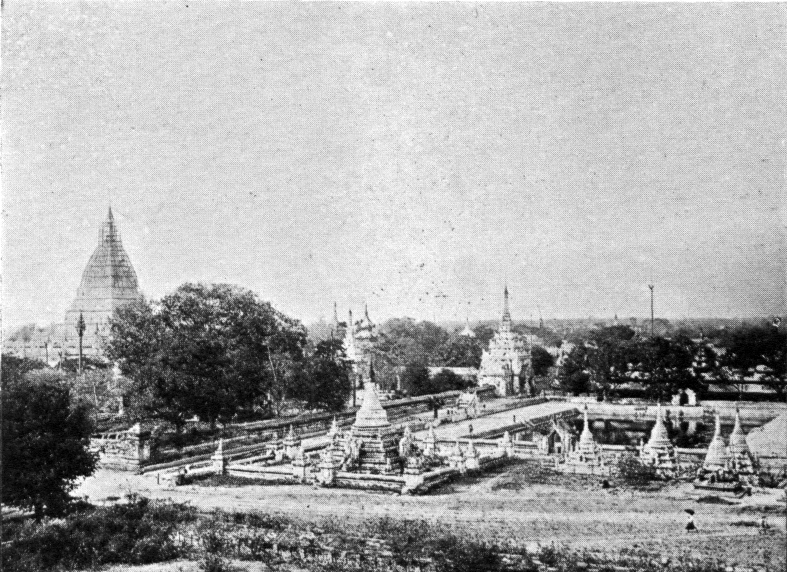
龟池，摄于1900年
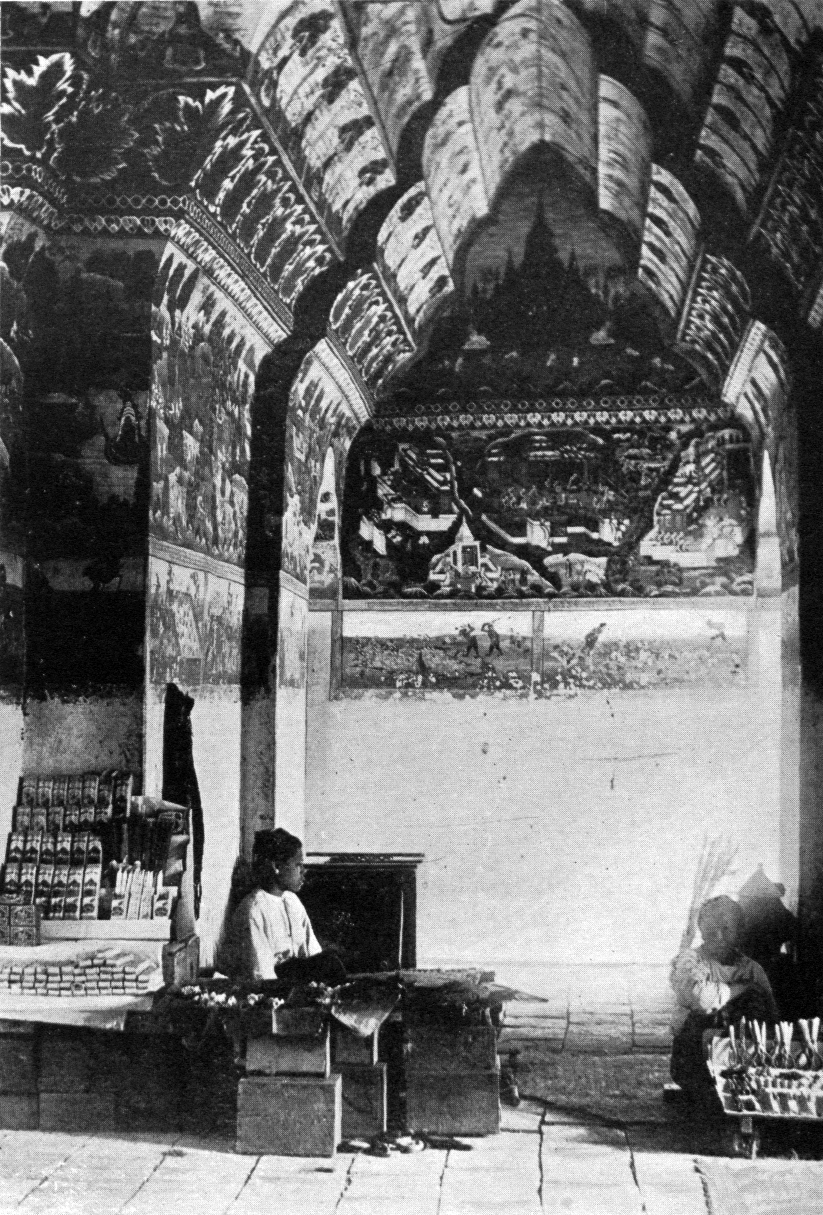
东门，摄于1900年
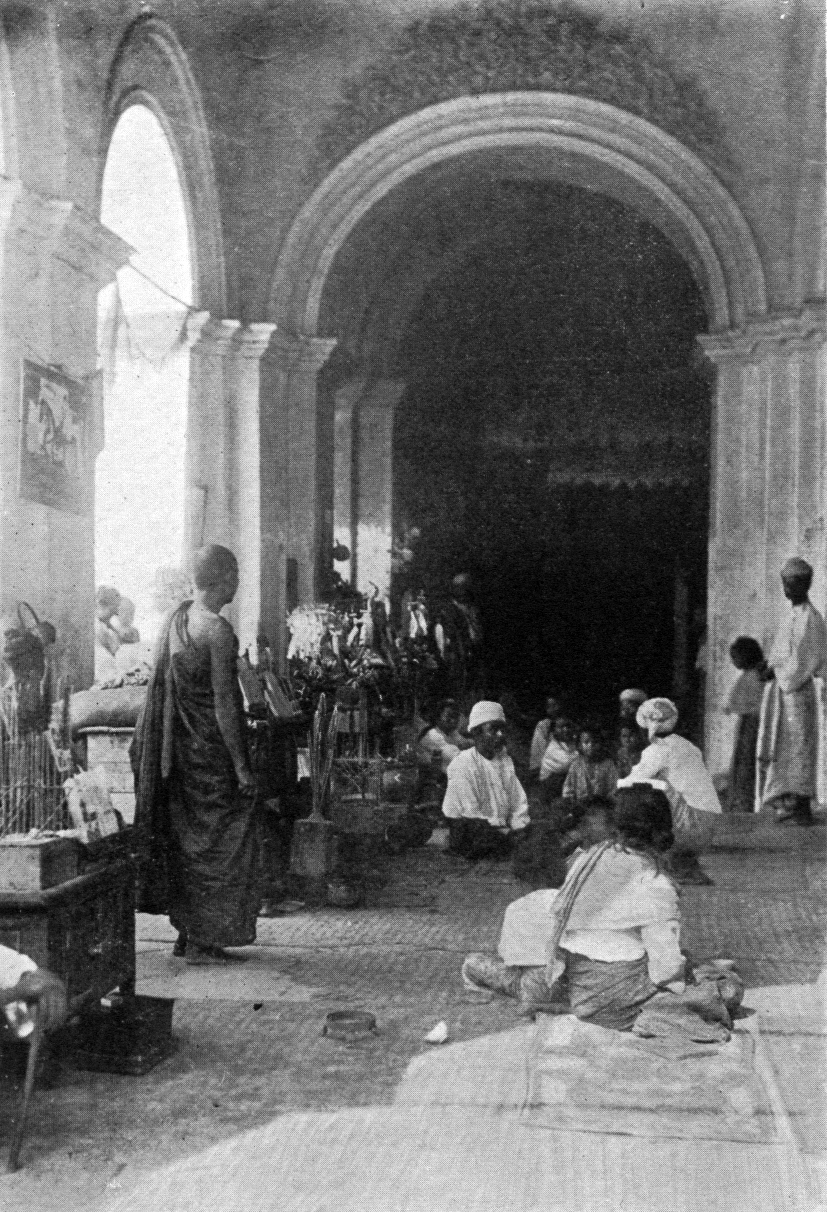
廊道，摄于1900年
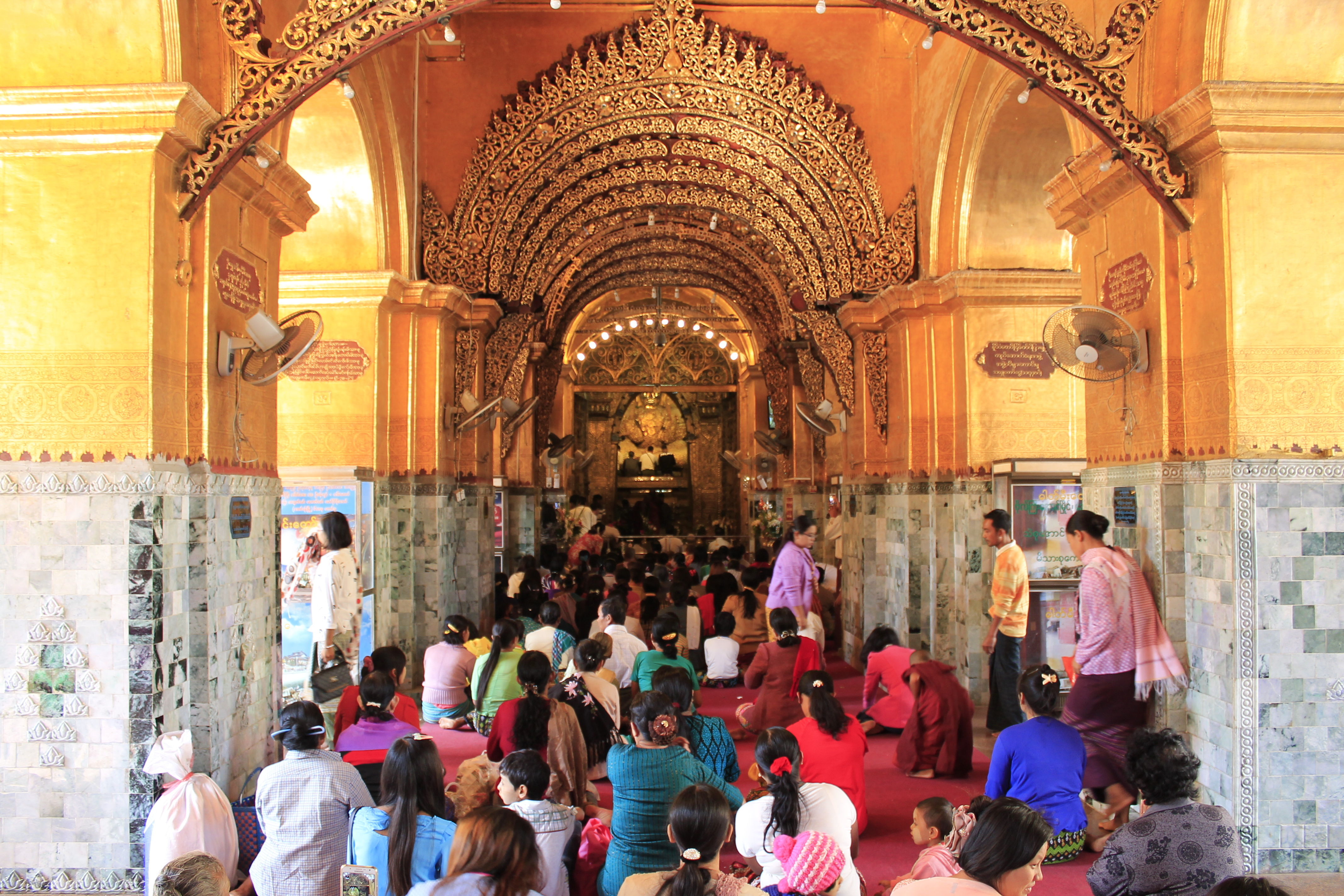
女性只能远观，不能靠近佛像
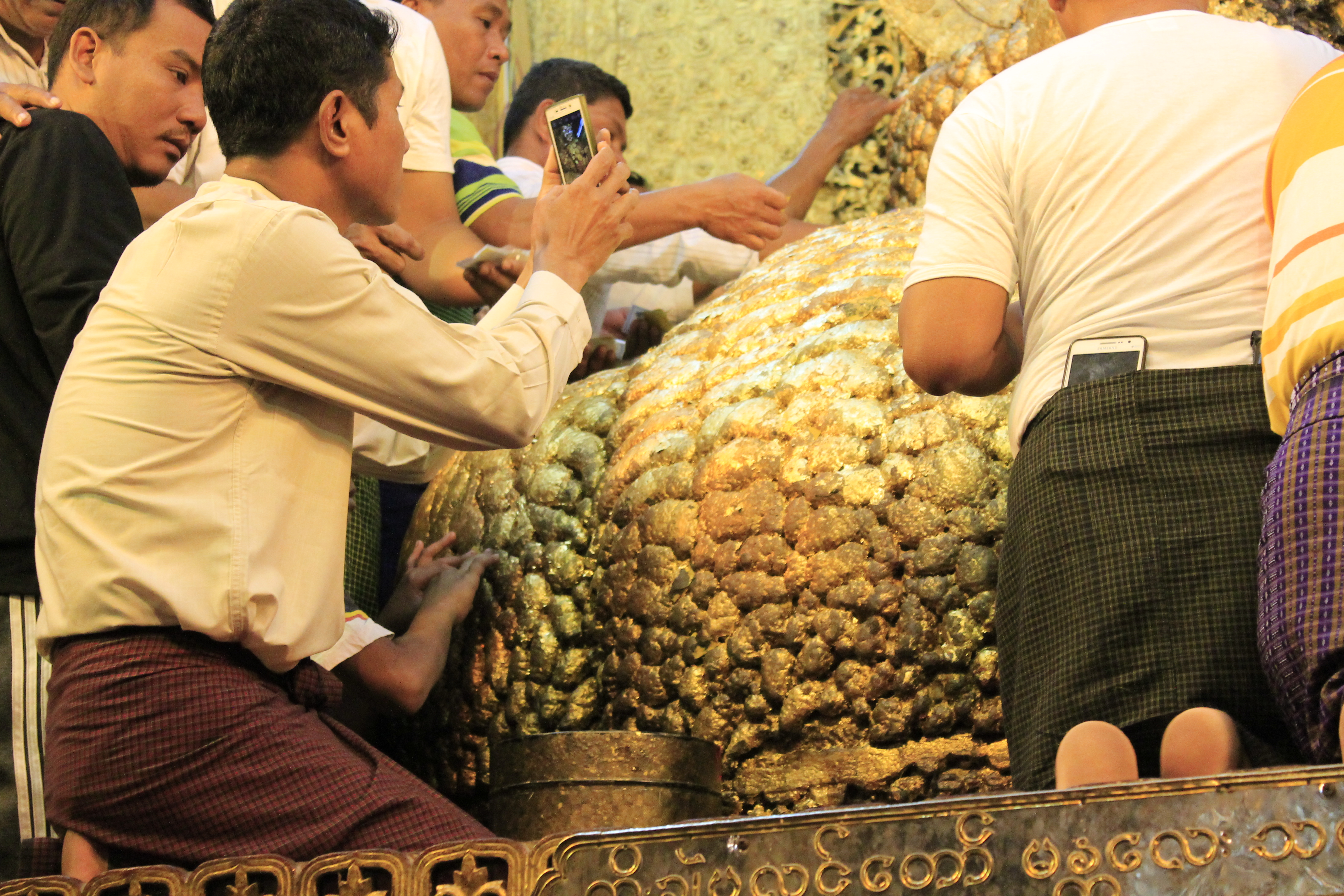
信众为佛像贴金箔

### 书目
- Abbott, Gerry. . Orchid Guides (Orchid Press). 1998. ISBN 978-974-8299-28-0.
- Aung, Myo; Kraft, H. . Mahamuni Buddha (Yangon: Pyi Zone Publishing House). 2005: 4–5  [2010-03-24]. ISBN 9789749290859.
- Eliot, Joshua. . Passport's handbooks of the world, Travellers world (Trade & Travel Publications). 1993. ISBN 0-8442-9981-2.
- Fink, Christina. . Zed Books. 2001: 218–219  [2010-03-24]. ISBN 978-1-85649-926-2.
- Greenwood, Nicholas. . Bradt Travel Guides. 1993.
- Johnston, William M. . Fitzroy Dearborn. 2000. ISBN 978-1-57958-090-2.
- Keown, Damien. . Mahamuni Paya and Mahamuni temple (Oxford University Press US). 2003: 164–165  [2010-03-24]. ISBN 978-0-19-860560-7.
- O'Reilly, Dougald J. W. . Information and Interdisciplinary Subjects Series, Rowman Altamira. 2007. ISBN 978-0-7591-0279-8.
- Reid, Robert; Grosberg, Michael. . Lonely Planet. 2005: 234  [2010-03-22]. ISBN 978-1-74059-695-4.
- Schober, Juliane. . Motilal Banarsidass Publ. 2002: 259–273  [2010-03-22]. ISBN 978-81-208-1812-5.
- Shulman, Frank Joseph. . University Press of America. 1986. ISBN 978-0-8191-5459-0.
- Tan, Teck Meng. . Nanyang business report series (Nanyang Technological University). 1996. ISBN 978-0-13-713208-9.
- Thant Myint-U. . Farrar, Straus and Giroux. 2006: 109–110. ISBN 978-0-374-16342-6.
- Vella, Walter Francis. . Issue 4 of Monographs of the Association for Asian Studies (J.J. Augustin). 1957.